# فیلاکوو
فیلاکوو (به مجاری: Fülek) یک شهرک با جمعیت ۱۰٬۳۶۲ نفر که در Lučenec District، اسلواکی واقع شده‌است.